# Ginástica nos Jogos Olímpicos de Verão de 1924
A ginástica nos Jogos Olímpicos de Verão de 1924 foi realizado em Paris, na França, com nove eventos disputados, todos masculinos, entre 17 e 24 de julho.

## Eventos
Ginástica artística
Nove conjuntos de medalhas foram concedidas nos seguintes eventos:
- Individual geral
- Equipes
- Barra fixa
- Barras paralelas
- Cavalo com alças
- Argolas
- Salto sobre o cavalo
- Escalada de corda
- Salto sobre o cavalo lateral

## Países participantes
Um total de 72 ginastas de 9 países competiram em 1924:
- TCH Checoslováquia (8)
- USA Estados Unidos (8)
- FIN Finlândia (8)
- FRA França (8)
- GBR Grã-Bretanha (8)
- ITA Itália (8)
- YUG Iugoslávia (8)
- LUX Luxemburgo (8)
- SUI Suíça (8)

## Medalhistas
Masculino
| Evento                     | Ouro | Prata | Bronze |
| -------------------------- | --- | --- | --- |
| Equipes detalhes           | Luigi Cambiaso Mario Lertora Vittorio Lucchetti Luigi Maiocco Ferdinando Mandrini Francesco Martino Giuseppe Paris Giorgio Zampori ITA Itália | Eugène Cordonnier Léon Delsarte François Gangloff Jean Gounot Arthur Hermann André Higelin Joseph Huber Albert Séguin FRA França | Hans Grieder August Güttinger Jean Gutweninger Georges Miez Otto Pfister Antoine Rebetez Carl Widmer Josef Wilhelm SUI Suíça |
| Individual geral detalhes  | Leon Štukelj YUG Iugoslávia | Robert Pražák TCH Checoslováquia                                                                                                 | Bedřich Šupčík TCH Checoslováquia                                                                                            |
| Barra fixa detalhes        | Leon Štukelj YUG Iugoslávia | Jean Gutweninger SUI Suíça | André Higelin FRA França |
| Barras paralelas detalhes  | August Güttinger SUI Suíça | Robert Pražák TCH Checoslováquia                                                                                                 | Giorgio Zampori ITA Itália                                                                                                   |
| Cavalo com alças detalhes  | Josef Wilhelm SUI Suíça | Jean Gutweninger SUI Suíça | Antoine Rebetez SUI Suíça |
| Argolas detalhes           | Francesco Martino ITA Itália | Robert Pražák TCH Checoslováquia                                                                                                 | Ladislav Vácha TCH Checoslováquia                                                                                            |
| Escalada de corda detalhes | Bedřich Šupčík TCH Checoslováquia | Albert Séguin FRA França | Ladislav Vácha TCH Checoslováquia August Güttinger SUI Suíça                                                                 |
| Salto detalhes             | Frank Kriz USA Estados Unidos | Jan Koutný TCH Checoslováquia | Bohumil Mořkovský TCH Checoslováquia                                                                                         |
| Salto lateral detalhes     | Albert Séguin FRA França | Jean Gounot FRA França François Gangloff FRA França                                                                              | nenhum |

## Quadro de medalhas
| Ordem | País               | Medalha de ouro | Medalha de prata | Medalha de bronze |    |
| ----- | ------------------ | --------------- | ---------------- | ----------------- | -- |
| 1     | SUI Suíça          | 2               | 2                | 3                 | 7  |
| 2     | ITA Itália         | 2               |                  | 1                 | 3  |
| 3     | YUG Iugoslávia     | 2               |                  |                   | 2  |
| 4     | TCH Checoslováquia | 1               | 4                | 4                 | 9  |
| 5     | FRA França         | 1               | 4                | 1                 | 6  |
| 6     | USA Estados Unidos | 1               |                  |                   | 1  |
| TOTAL | TOTAL              | 9               | 10               | 9                 | 28 |